# John McMartin
John McMartin (21 de agosto de 1929-6 de julio de 2016) fue un actor de cine teatro y television estadounidense.
- Datos: Q2027352
- Multimedia: John McMartin / Q2027352